# 忍者神龟：变种格斗
《忍者神龟：变种格斗》是一部2005年由游戏公司科乐美出品的电子游戏。它是基于2003年的忍者神龟系列。